# Yankee (film)
Pour plus de détails, voir Fiche technique et Distribution.
Yankee est un western spaghetti hispano-italien réalisé par Tinto Brass et sorti en 1966.

## Synopsis
Un desperado local, El Grande Concho, règne avec sa bande depuis une église abandonnée sur un vaste territoire. Dans l'espoir d'un gain substantiel, un chasseur de primes appelé Yankee décide de s'attaquer à lui.

## Fiche technique
- Titre original italien : Yankee[1]
- Titre espagnol : El Yankee ovvero Matar o morir ou El yankee
- Réalisation : Tinto Brass
- Scenario : Tinto Brass, Alberto Silvestri (it)
- Dialogues : Giancarlo Fusco (it)
- Photographie : Alfio Contini
- Montage : Juan Luis Oliver, Tinto Brass
- Musique : Nini Rosso (orchestre dirigé par Puccio Roelens (it))
- Effets spéciaux : Serse Urbisaglia, Antonio Baquero
- Décors : Giulia Mafai (it), Juan Alberto Soler
- Costumes : Giulia Mafai, Juan Alberto Soler
- Maquillage : Duilio Scarozza
- Production : Antonio Lucatelli, Francesco Giorgi, Alfonso Balcázar
- Société de production : Tigielle 33, Produciones Cinematograficas Balcázar
- Pays de production :  Italie -  Espagne
- Langue originale : Italien
- Format : Couleurs par Eastmancolor - 1,85:1 - Son mono
- Durée : 92 minutes
- Genre : Western spaghetti
- Dates de sortie :
  - Italie : 25 août 1966
  - France : 4 octobre 1967
  - Espagne : 26 juin 1968 (Barcelone)

## Distribution
- Philippe Leroy : Yankee
- Adolfo Celi : El Grande Concho
- Mirella Martin : Rosita
- Jacques Herlin : le Philosophe
- Tomás Torres : Luiz
- Francisco Sanz (it) : Consalvo
- Franco De Rosa (it) : Face d'ange
- Pasquale Basile : Dents d'or
- Giorgio Bret Schneider : le peintre
- Tomas Milton : Tom
- Víctor Israel (es) : Le shérif
- Antonio Basile : le Tatoué
- César Ojinaga : le shérif adjoint
- Renzo Pevarello : le Portugais
- José Jalufi : Perro
- Valentino Macchi : Garcia
- Henriqueta Senalada : la femme du saloon
- Osiride Pevarello : un Mexicain

## Production
Comme le dit Tinto Brass lui-même dans une interview : « Dans ce film, je cherche un style qui est [...] de la bande dessinée, un récit de bande dessinée, fait à travers des coupes particulières, à travers un découpage de l'histoire précisément typique de la bande dessinée américaine ».